# Peter Vojtek
Generálmajor Ing. Peter Vojtek (* 8. ledna 1958 Komárno) je slovenský generál. Od prosince 2011 do konce dubna 2014 byl náčelníkem Generálního štábu Ozbrojených sil Slovenské republiky. Do první generálské hodnosti „brigádního generála“ byl jmenován prezidentem republiky 1. ledna  2007 ve funkci zástupce velitele vzdušných sil SR.

## Osobní život
Narodil se 8. ledna 1958 v jihoslovenském Komárnu. V roce 1982 vystudoval na Vojenské akademii v Liptovském Mikuláši. V letech 1997–1999 pokračoval na stejné škole v postgraduálním studiu a v období 2002–2003 absolvovoval roční studijní pobyt na Vojenské akademii generálního štábu v německém Hamburku.
S rodinou žije v Pezinku. Od roku 1983 je ženatý s Eleonórou Vojtkovou a má dva syny Petra a Mariána Vojtkovi.

## Vzdělání
- 1977–1982, vysokoškolské studium, Vojenská akadémia, Liptovský Mikuláš
- 1997–1999, postgraduální studium, Vojenská akadémia, Liptovský Mikuláš
- 2002–2003, Vojenská akademie generálního štábu, Hamburg, Německo

## Vojenské funkce
- 1982–1983, zástupce velitele rádiotechnické baterie, 1.plro/ 71. plrb, Přestavlky
- 1983–1984, zástupce velitele pro výzbroj 2.plro/ 71. plrb, Kačice
- 1984–1988, velitel 2.plro/ 71. plrb, Kačice
- 1988–1989, zástupce velitele automatizovaného velitelského stanoviště/ 186.plrb, Mierovo
- 1989–1992, velitel automatizovaného velitelského stanoviště/ 186.plrb, Mierovo
- 1992–1994, zástupce velitele 186.plrb, Pezinok
- 1994–1997, starší vedoucí inspektor – specialista, Inspekce MO SR, Bratislava
- 1997–1998, starší vedoucí inspektor – zástupce ředitele odboru všeobecné kontroly, Inspekce MO SR, Bratislava
- 1998–1999, ředitel odboru všeobecné kontroly, Inspekce MO SR, Bratislava
- 1999–2001, ředitel odboru speciální kontroly, Inspekce MO SR, Bratislava
- 2001–2002, starší vedoucí inspektor – specialista, Odbor manažmentu kontroly, Inspekce MO SR, Bratislava
- 2003–2005, velitel brigády protivzdušné obrany, Nitra
- 2005–2007, zástupce velitele vzdušných sil OS SR, Velitelství vzdušných síl OS SR, Zvolen
- 2008–2009, Náčelník štábu personálního manažmentu, Generální štáb OS SR, Bratislava
- 2009–2010, Náčelník štábu pro podporu operací, Generální štáb OS SR, Bratislava
- 2010–2011, velitel sil výcviku a podpory OS SR, Trenčín

### Náčelník Generálního štábu
Do funkce Náčelníka Generálního štábu OS SR byl jmenován prezidentem Slovenské republiky Ivanem Gašparovičem 15. prosince 2011. Předání funkce se uskutečnilo 15. prosince 2011 v prostorách Ministerstva obrany za přítomnosti předsedkyně vlády a pověřené ministryně obrany Ivety Radičové.
První cesta gen.mjr. Vojtka vedla mezi 9. a 10. únorem 2012 do České republiky. V Praze se sešel se svým protějškem generálem Vlastimilem Pickem a českým ministrem obrany Alexandrem Vondrou.

## Ocenění a vyznamenání
Přehled není úplný.
- Medaile Za službu vlasti
- Medaile Za věrnost ozbrojeným silám SR – I. stupně (zlatá)
- Pamětní medaile ministra obrany Slovenské republiky – III. stupeň
- Pamětní medaile ministra obrany k 15. výročí vzniku OS SR
- Vojenský Čestný odznak ozbrojených sil – II. třídy
- Odznak náčelníka Generálního štábu OS SR – III. třídy